# 夏のおバカさん (アルバム)
『夏のおバカさん』（なつのおばかさん）は南野陽子の10枚目のスタジオ・アルバム。1991年7月1日にSony Recordsから発売された。規格品番はSRCL-1957。

## 解説
前年リリースシングル「KISSしてロンリネス」（本作には未収録）からのビーイング・長戸大幸プロデュース。
6月8日に先行リリースしたシングル・本作と同タイトル「夏のおバカさん」を含む全10曲を収録。「夏のおバカさん」の作詞を除く全曲作詞・作曲を南野が担当。2022年時点で最後のオリジナル・アルバム。

## 収録曲
| 全作詞・作曲: 南野陽子（except #1 作詞：秋元康）、全編曲: 明石昌夫。 |                            |                                      |                                      |      |
| #                                                                    | タイトル                   | 作詞                                 | 作曲・編曲                           | 時間 |
| 1.                                                                   | 「夏のおバカさん」         | 南野陽子（except #1 作詞： 秋元康 ） | 南野陽子（except #1 作詞： 秋元康 ） | 3:53 |
| 2.                                                                   | 「秘密」                   | 南野陽子（except #1 作詞： 秋元康 ） | 南野陽子（except #1 作詞： 秋元康 ） | 4:40 |
| 3.                                                                   | 「8月の風」                | 南野陽子（except #1 作詞： 秋元康 ） | 南野陽子（except #1 作詞： 秋元康 ） | 4:46 |
| 4.                                                                   | 「あの日」                 | 南野陽子（except #1 作詞： 秋元康 ） | 南野陽子（except #1 作詞： 秋元康 ） | 4:32 |
| 5.                                                                   | 「それぞれ」               | 南野陽子（except #1 作詞： 秋元康 ） | 南野陽子（except #1 作詞： 秋元康 ） | 4:11 |
| 6.                                                                   | 「カーニバル後」           | 南野陽子（except #1 作詞： 秋元康 ） | 南野陽子（except #1 作詞： 秋元康 ） | 4:43 |
| 7.                                                                   | 「楽園〜southern dream〜」 | 南野陽子（except #1 作詞： 秋元康 ） | 南野陽子（except #1 作詞： 秋元康 ） | 4:21 |
| 8.                                                                   | 「ひとり」                 | 南野陽子（except #1 作詞： 秋元康 ） | 南野陽子（except #1 作詞： 秋元康 ） | 5:29 |
| 9.                                                                   | 「幸せ」                   | 南野陽子（except #1 作詞： 秋元康 ） | 南野陽子（except #1 作詞： 秋元康 ） | 4:20 |
| 10.                                                                  | 「White Wall」             | 南野陽子（except #1 作詞： 秋元康 ） | 南野陽子（except #1 作詞： 秋元康 ） | 3:49 |
| 合計時間:                                                            | 合計時間:                  | 44:44                                |                                      |      |